# Tour de France 1912

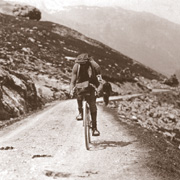
Eugène Christophe, dans le col du Galibier, en route pour sa troisième victoire d'étape consécutive dans cette édition du Tour.

Le Tour de France 1912, 10e édition du Tour de France, s'est déroulé du 30 juin au 28 juillet 1912 sur 15 étapes pour 5 319 km, à une moyenne de 27,763 2 km/h. Le parcours apparaît très similaire à celui de l'année précédente, avec des étapes dépassant les 400 km et la traversée des Alpes et des Pyrénées. Après avoir remporté quatre étapes du Tour de Belgique, l'équipe Alcyon engage Odile Defraye pour aider Gustave Garrigou à répéter sa victoire finale de 1911. Cependant, au fur et à mesure que la course progresse, Defraye se montre plus en forme que son leader et remporte finalement la course. Eugène Christophe (Armor) termine deuxième devant Gustave Garrigou (Alcyon).
C'est la première victoire belge dans le Tour et la première fois que les Français ne sont pas les plus nombreux dans le top 10 puisque la Belgique, avec 7 coureurs, domine les premières places. Une domination qui va durer jusqu'en 1923.
De plus en plus de coureurs participent au Tour au sein d'une équipe. Cependant, les coureurs isolés sont encore majoritaires.

## Changements par rapport à l'édition précédente
Le système de points du Tour de France de 1911 est toujours utilisé, y compris le « nettoyage » du classement après les étapes 8 et 14. Il est changé dans un aspect : si un ou plusieurs cyclistes, à l'exclusion des sept premiers, finissent dans le même temps, ils partagent leurs points. Ainsi lors de la huitième étape, les treize premiers cyclistes terminent ensemble. Les sept premiers à franchir la ligne obtiennent le nombre normal de points, mais les coureurs classés de la huitième à la treizième place obtiennent tous 10,5 points.
Techniquement, les vélos sont similaires aux vélos de 1911, seul le Stéphanois Joanny Panel, expérimente sur son vélo « Le Chemineau » un changement de vitesse par dérailleur. Il est ensuite interdit en compétition par Henri Desgrange, organisateur du Tour. Il ne sera autorisé qu'à partir de 1937. Néanmoins, une innovation technique fait son apparition : la roue libre. Les puristes, dont Henri Desgrange lui-même, estime que les coureurs n’effectuent pas vraiment la distance… « Nos courses sont elles sérieusement menacées par la roue libre ? » s’interroge même très sérieusement Desgrange dans les colonnes de L’Auto le 20 juillet. « Bien fin qui le dira » ajoute Desgrange qui modifie le règlement en prévision des prochains Tours, donnant la possibilité à la direction de course d’interdire la roue libre sur certaines étapes.

## Équipes participantes
Le Tour 1912 s'élance avec 131 coureurs et 10 équipes de 5 cyclistes chacune. Au sein de ces 50 cyclistes figurent tous les favoris pour la victoire. Les 81 cyclistes restants sont inscrits dans la catégorie « isolé ». L'équipe Alcyon-Dunlop est emmenée par le favori d'avant-course, Gustave Garrigou, tenant du titre. Pour l'aider, ils engagent Odile Defraye, qui a joué un rôle important au Tour de Belgique de 1912. Dans un premier temps, l'équipe Alcyon ne souhaite pas sélectionner Defraye, mais le représentant belge d'Alcyon profère des menaces commerciales et Defraye est finalement bien au départ.
- La Française
- Alcyon-Dunlop
- Peugeot-Wolber
- Griffon
- Armor
- J.B. Louvet
- Automoto-Persan
- Le Globe-Russian
- Aiglon-Dunlop
- Thomann
- 81 coureurs isolés sans équipe

## Déroulement de la course

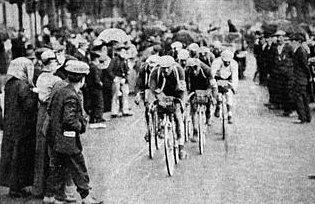
Le peloton du Tour de France 1912 traverse une ville.

Le départ du Tour a lieu au Luna Park ; l'arrivée finale se juge au Parc des Princes. Ce Tour est marqué par une pluie de réclamations. Le vainqueur échappe pourtant aux sanctions malgré un contrôle volant « oublié » et la prise d’un raccourci dans la montée du Galibier, notamment. En revanche, trois points de pénalités sont infligés au Belge Firmin Lambot parce qu’un spectateur a tenu son vélo. Les coureurs se doivent en effet d'être totalement autonomes pendant la course et aucune aide extérieure, si infime soit elle, n’est tolérée. Afin de renforcer le poids des pénalités, la direction de course innove en instaurant le concept d’amendes financières en plus des pénalités sportives. Six voitures de commissaires assurent les contrôles en courses. 
Lors de la première étape, les favoris sont restés calmes, ce qui permet à Charles Crupelandt de s'imposer. Defraye termine 14e, tandis que Garrigou se classe 21e. Dans la deuxième étape, Defraye et Garrigou s'avèrent être les plus forts, apparaissant seuls à l'arrivée à Longwy. Defraye est le vainqueur de l'étape et prend la deuxième place au général, à un point seulement de Vincenzo Borgarello, le premier leader italien du classement général dans l'histoire du Tour. Quand Garrigou est victime de crevaisons à cause de clous répandus par des vandales, Defraye l'attend. Pendant la longue poursuite pour rentrer, il apparaît clairement que Defraye est plus fort que Garrigou, qui encourage Defraye à continuer seul. Defraye devient l'un des favoris pour la victoire finale et ses coéquipiers se sont alors mis à son service. Il est alors le premier Belge à avoir une chance sérieuse de remporter le Tour de France. Tous les Belges de la course, quelle que soit leur équipe, lui apportent leur aide. La troisième étape, au cours de laquelle abandonne Émile Georget à la suite de fortes douleurs à l'estomac, est très monotone et ne s'anime que dans l'ascension du col du Ballon d'Alsace.
L'un des rivaux restants est Octave Lapize. Lors de la cinquième étape, avec le passage des mythiques cols alpins, Aravis, Télégraphe, Galibier et Lautaret, Defraye se retrouve avec des problèmes au genou et perd une demi-heure par rapport à Eugène Christophe et Lapize. Le classement est très resserré et les trois premiers sont séparés par un seul point. Dans la sixième étape, Defraye attaque et seul Lapize est en mesure de le suivre tandis que la dernière des difficultés alpines, le col d'Allos est grimpé. Une crevaison de Defraye dans le dernier kilomètre, permet à Lapize de gagner l'étape et de partager la première place avec Defraye. Dans la septième étape, Defraye crève à nouveau, mais il parvient à revenir et gagne l'étape, ce qui lui permet de consolider la tête, avec trois et six points d'avance sur ses poursuivants immédiats. La huitième étape, totalement plate, est une étape de transition, en attendant de nouvelles luttes à l'approche des Pyrénées. Plus de 30 coureurs se disputent la victoire au sprint. Pendant la neuvième étape, Defraye se détache sur le col de Portet d'Aspet et Lapize ne peut le suivre. Plus tard, Lapize abandonne en protestation du fait que tous les Belges aident Defraye. Lapize déclare : « Je ne peux plus lutter dans ces conditions. Tous les Belges aident Defraye et du même coup les Alcyon. ». Ses deux coéquipiers, Charles Crupelandt et Marcel Godivier ne prennent pas le départ de l'étape suivante en signe de protestation.
Eugène Christophe, qui avait dominé la course dans les Alpes, avec trois victoires consécutives, dont une échappée de 315 kilomètres (d’abord épaulé par son équipier Alavoine, puis seul), occupe la deuxième place du général après le retrait de Lapize. Christophe n'étant pas rapide au sprint, il doit donc lâcher Defraye s'il veut récupérer des points. Avec tous les Belges aidant Defraye, cela s'avère une tâche impossible. Ainsi, lors de la dixième étape, avec le passage des cols de Peyresourde, d’Aspin, du Tourmalet et d’Aubisque, Christophe termine 20 minutes devant Defraye, mais lorsqu'il arrive à Bayonne, il ne récupère finalement qu'un point, puisque l'un était deuxième et l'autre troisième.
Christophe n'étant pas une menace réelle, Defraye remporte la course sans difficultés. Si le Tour de France s'était décidé au temps et non aux points, Christophe aurait mené la course jusqu'à la dernière étape, où il a accepté sa deuxième place et a permis à un groupe comprenant Defraye de franchir la ligne d'arrivée avec plus d'un quart d'heure d'avance. La première victoire belge sur le Tour est fêtée à Paris par « une foule en délire ». La piste du Parc des Princes est même envahie par le public dès que les premiers cyclistes font leur apparition sur le ciment de la piste du Parc. Le quotidien L'Auto note dans son édito décrivant cette arrivée que l'on taxe souvent injustement les Français de chauvins. « Rien n’est plus faux » annonce même L’Auto qui se félicite au contraire de l’internationalisation de la Grande Boucle.

## Résultats

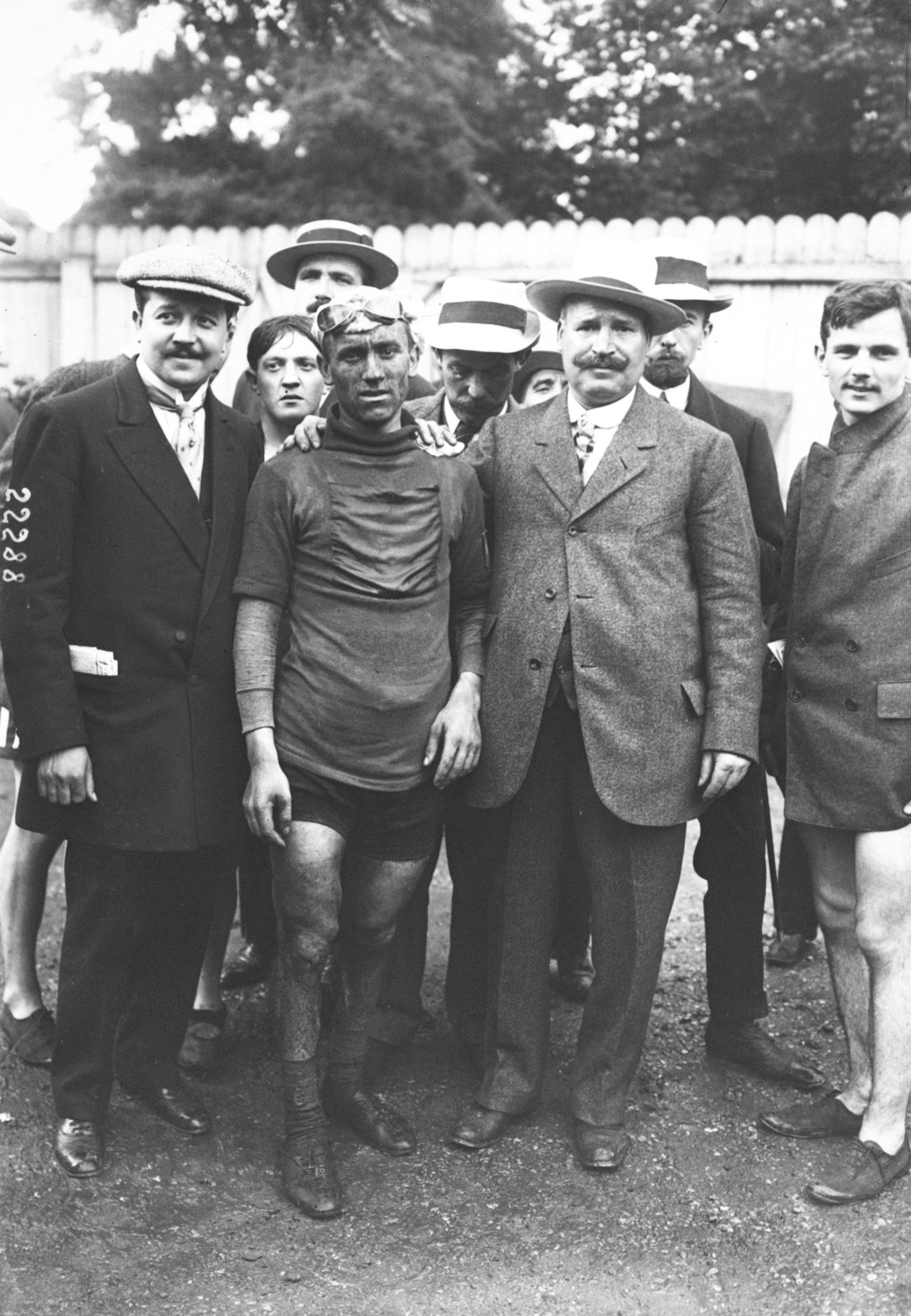
Odile Defraye, à l'arrivée à Paris.

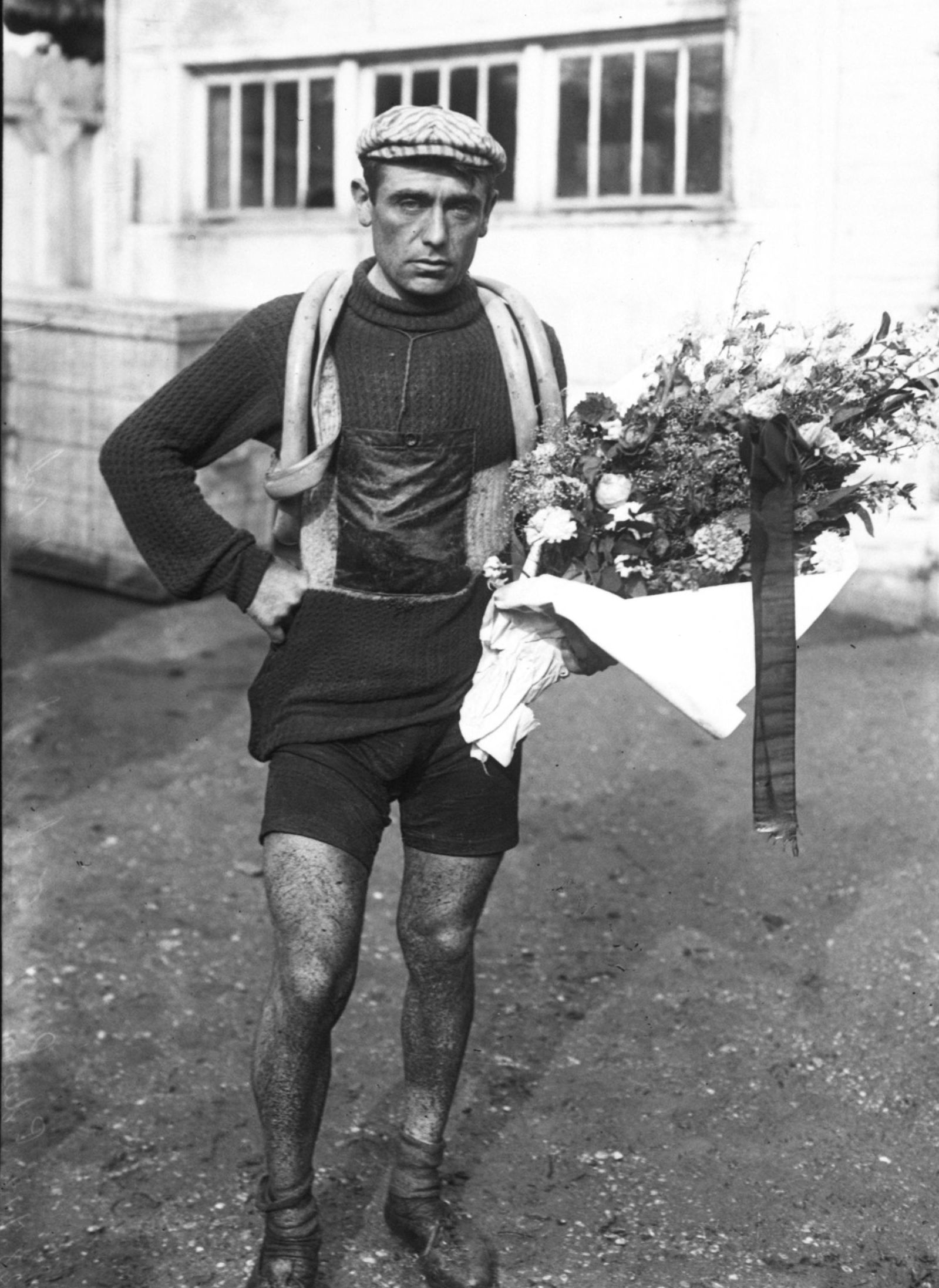
Eugène Christophe, à l'arrivée à Paris.

### Les étapes
| Étape,    | Date       | Villes étapes                       |                   | Distance (km) | Vainqueur d’étape   | Leader du classement général    |
| --------- | ---------- | ----------------------------------- | ----------------- | ------------- | ------------------- | ------------------------------- |
| 1re étape | 30 juin    | Paris - Luna Park – Dunkerque       | Étape de plaine   | 351           | Charles Crupelandt  | Charles Crupelandt              |
| 2e étape  | 2 juillet  | Dunkerque – Longwy                  | Étape de plaine   | 388           | Odile Defraye       | Vincenzo Borgarello             |
| 3e étape  | 4 juillet  | Longwy – Belfort                    | Étape de montagne | 331           | Eugène Christophe   | Odile Defraye                   |
| 4e étape  | 6 juillet  | Belfort – Chamonix                  | Étape de montagne | 344           | Eugène Christophe   | Odile Defraye                   |
| 5e étape  | 8 juillet  | Chamonix – Grenoble                 | Étape de montagne | 345           | Eugène Christophe   | Odile Defraye Eugène Christophe |
| 6e étape  | 10 juillet | Grenoble – Nice                     | Étape de montagne | 323           | Octave Lapize       | Odile Defraye Octave Lapize     |
| 7e étape  | 12 juillet | Nice – Marseille                    | Étape de montagne | 334           | Odile Defraye       | Odile Defraye                   |
| 8e étape  | 14 juillet | Marseille – Perpignan               | Étape de plaine   | 335           | Vincenzo Borgarello | Odile Defraye                   |
| 9e étape  | 16 juillet | Perpignan – Luchon                  | Étape de montagne | 289           | Odile Defraye       | Odile Defraye                   |
| 10e étape | 18 juillet | Luchon – Bayonne                    | Étape de montagne | 326           | Louis Mottiat       | Odile Defraye                   |
| 11e étape | 20 juillet | Bayonne – La Rochelle               | Étape de plaine   | 379           | Jean Alavoine       | Odile Defraye                   |
| 12e étape | 22 juillet | La Rochelle – Brest                 | Étape de plaine   | 470           | Louis Heusghem      | Odile Defraye                   |
| 13e étape | 24 juillet | Brest – Cherbourg                   | Étape de plaine   | 405           | Jean Alavoine       | Odile Defraye                   |
| 14e étape | 26 juillet | Cherbourg – Le Havre                | Étape de plaine   | 361           | Vincenzo Borgarello | Odile Defraye                   |
| 15e étape | 28 juillet | Le Havre – Paris - Parc des Princes | Étape de plaine   | 317           | Jean Alavoine       | Odile Defraye                   |

Note : en 1912, il n'y a aucune distinction entre les étapes de plaine ou de montagne ; les icônes indiquent simplement la présence ou non d'ascensions notables durant l'étape.

### Classement général
| Classement général final | Classement général final | Classement général final | Classement général final | Classement général final |
| ------------------------ | ------------------------ | ------------------------ | ------------------------ | ------------------------ |
|                          | Coureur                  | Pays                     | Équipe                   | Point(s)                 |
| 1er                      | Odile Defraye            | Belgique                 | Alcyon                   | 49 points                |
| 2e                       | Eugène Christophe        | France                   | Armor                    | 108 pts                  |
| 3e                       | Gustave Garrigou         | France                   | Alcyon                   | 140 pts                  |
| 4e                       | Marcel Buysse            | Belgique                 | Peugeot                  | 147 pts                  |
| 5e                       | Jean Alavoine            | France                   | Armor                    | 148 pts                  |
| 6e                       | Philippe Thys            | Belgique                 | Peugeot                  | 148 pts                  |
| 7e                       | Hector Tiberghien        | Belgique                 | Griffon                  | 149 pts                  |
| 8e                       | Henri Devroye            | Belgique                 | Le Globe                 | 163 pts                  |
| 9e                       | Félicien Salmon          | France                   | Peugeot                  | 166 pts                  |
| 10e                      | Alfons Spiessens         | Belgique                 | J.B. Louvet              | 167 pts                  |
| modifier                 |                          |                          |                          |                          |

| Classement général final (places 11 à 41) | Classement général final (places 11 à 41) | Classement général final (places 11 à 41) | Classement général final (places 11 à 41) |
| Rang                                      | Coureur                                   | Sponsor                                   | Points                                    |
| ----------------------------------------- | ----------------------------------------- | ----------------------------------------- | ----------------------------------------- |
| 11                                        | Louis Heusghem                            | Alcyon                                    | 167                                       |
| 12                                        | René Vandenberghe                         | Thomann                                   | 194                                       |
| 13                                        | Vincenzo Borgarello                       | J.B. Louvet                               | 212                                       |
| 14                                        | François Faber                            | Automoto-Persan                           | 229                                       |
| 15                                        | Louis Engel                               | Aiglon-Dunlop                             | 241                                       |
| 16                                        | Charles Deruyter                          | Peugeot                                   | 255                                       |
| 17                                        | Jacques Coomans                           | Thomann                                   | 260                                       |
| 18                                        | Firmin Lambot                             | Le Globe                                  | 265                                       |
| 19                                        | Ottavio Pratesi                           | –                                         | 304                                       |
| 20                                        | Charles Guyot                             | Aiglon-Dunlop                             | 309                                       |
| 21                                        | Jules Deloffre                            | –                                         | 320                                       |
| 22                                        | Gabriel Figuet                            | Griffon                                   | 335                                       |
| 23                                        | Édouard Léonard                           | J.B. Louvet                               | 346                                       |
| 24                                        | Eugène Dhers (en)                         | Automoto-Persan                           | 354                                       |
| 25                                        | Pierre-Joseph Heusghem                    | Le Globe                                  | 358                                       |
| 26                                        | Pierre Everaerts                          | –                                         | 364                                       |
| 27                                        | Julien Maitron                            | Automoto-Persan                           | 366                                       |
| 28                                        | Henri Cornet                              | Le Globe                                  | 398                                       |
| 29                                        | François Lafourcade                       | –                                         | 398                                       |
| 30                                        | Augustin Ringeval                         | –                                         | 408                                       |
| 31                                        | Maurice Leliaert                          | –                                         | 487                                       |
| 32                                        | Georges Oudin                             | –                                         | 494                                       |
| 33                                        | Fernand Courcelles                        | –                                         | 495                                       |
| 34                                        | Raymond Harquet                           | –                                         | 512                                       |
| 35                                        | Émile Druz (en)                           | –                                         | 544                                       |
| 36                                        | Émile Eigeldinger                         | –                                         | 545                                       |
| 37                                        | Charles Dumont                            | –                                         | 546                                       |
| 38                                        | Henri Alavoine                            | –                                         | 577                                       |
| 39                                        | Émile Caudrelier                          | –                                         | 600                                       |
| 40                                        | Gaston Neboux                             | –                                         | 608                                       |
| 41                                        | Maurice Lartigue (en)                     | –                                         | 612                                       |

### Autres classements
Jules Deloffre, 21e, est le vainqueur de la catégorie « isolés ». Le classement est calculé de la même manière que le classement général, mais uniquement avec les résultats de la course des cyclistes isolés. Deloffre obtient donc 41 points contre 42 points pour Pratesi, alors que Pratesi est le mieux classé au classement général.
L'Auto nomme Odile Defraye meilleur grimpeur. Ce titre qui n'est pas officiel est le précurseur du Grand Prix de la montagne.

## Liste des participants
Le tableau ci-dessous liste les coureurs inscrits.
| Légende | Légende                                                                    | Légende | Légende                                                    |
| ------- | -------------------------------------------------------------------------- | ------- | ---------------------------------------------------------- |
| Num     | Dossard de départ porté par le coureur sur ce Tour                         | Pos     | Position à l'arrivée de la course                          |
|         | Indique un maillot de champion national ou mondial, suivi de sa spécialité | NP      | Indique un coureur qui n'a pas pris le départ de la course |
| AB      | Indique un coureur qui n'a pas terminé la course                           | HD      | Indique un coureur qui a terminé la course hors des délais |

| La Française | La Française             | La Française |
| ------------ | ------------------------ | ------------ |
| Num          | Coureur                  | Pos          |
| 1            | Émile Georget (FRA)      | AB-3         |
| 2            | Octave Lapize (FRA)      | AB-9         |
| 3            | Charles Crupelandt (FRA) | NP-10        |
| 4            | Marcel Godivier (FRA)    | NP-10        |
| 5            | Maurice Brocco (FRA)     | AB-3         |

| Alcyon | Alcyon                 | Alcyon |
| ------ | ---------------------- | ------ |
| Num    | Coureur                | Pos    |
| 6      | Gustave Garrigou (FRA) | 3e     |
| 7      | Paul Duboc (FRA)       | AB-4   |
| 8      | André Blaise (BEL)     | AB-4   |
| 9      | Louis Heusghem (BEL)   | 11e    |
| 10     | Odile Defraye (BEL)    | 1er    |

| Peugeot | Peugeot                   | Peugeot |
| ------- | ------------------------- | ------- |
| Num     | Coureur                   | Pos     |
| 11      | Lucien Petit-Breton (FRA) | AB-2    |
| 12      | Félicien Salmon (BEL)     | 9e      |
| 13      | Charles Deruyter (BEL)    | 16e     |
| 14      | Philippe Thys (BEL)       | 6e      |
| 15      | Marcel Buysse (BEL)       | 4e      |

| Griffon | Griffon                   | Griffon |
| ------- | ------------------------- | ------- |
| Num     | Coureur                   | Pos     |
| 16      | Alexandre Chauvière (FRA) | AB-4    |
| 17      | Oscar Egg (SUI)           | NP-6    |
| 18      | Hector Tiberghien (BEL)   | 7e      |
| 19      | Médéric Fraissinet (FRA)  | AB-5    |
| 20      | Gabriel Figuet (FRA)      | 22e     |

| Armor | Armor                   | Armor |
| ----- | ----------------------- | ----- |
| Num   | Coureur                 | Pos   |
| 21    | Eugène Christophe (FRA) | 2e    |
| 22    | Ernest Paul (FRA)       | NP-6  |
| 23    | Jean Alavoine (FRA)     | 5e    |
| 24    | Charles Cruchon (FRA)   | AB-5  |
| 25    | Robert Lamon (FRA)      | AB-3  |

| J.B. Louvet | J.B. Louvet               | J.B. Louvet |
| ----------- | ------------------------- | ----------- |
| Num         | Coureur                   | Pos         |
| 26          | Joseph Vandaele (BEL)     | AB-6        |
| 27          | Alfons Spiessens (BEL)    | 10e         |
| 28          | Édouard Léonard (FRA)     | 23e         |
| 29          | Vincenzo Borgarello (ITA) | 13e         |
| 30          | Pierino Albini (ITA)      | NP-15       |

| Automoto-Persan | Automoto-Persan           | Automoto-Persan |
| --------------- | ------------------------- | --------------- |
| Num             | Coureur                   | Pos             |
| 31              | François Faber (LUX)      | 14e             |
| 32              | Eugène Dhers (FRA)        | 24e             |
| 33              | Maurice Leturgie (FRA)    | AB-5            |
| 34              | Constant Niedergang (FRA) | AB-6            |
| 35              | Julien Maitron (FRA)      | 27e             |

| Le Globe | Le Globe                     | Le Globe |
| -------- | ---------------------------- | -------- |
| Num      | Coureur                      | Pos      |
| 36       | Henri Cornet (FRA)           | 28e      |
| 37       | Albert Dupont (BEL)          | NP-11    |
| 38       | Pierre-Joseph Heusghem (BEL) | 25e      |
| 39       | Firmin Lambot (BEL)          | 18e      |
| 40       | Henri Devroye (BEL)          | 8e       |

| Aiglon-Dunlop | Aiglon-Dunlop         | Aiglon-Dunlop |
| ------------- | --------------------- | ------------- |
| Num           | Coureur               | Pos           |
| 41            | Louis Engel (FRA)     | 15e           |
| 42            | André Huret (FRA)     | AB-12         |
| 43            | Robert Lefort (FRA)   | AB-3          |
| 44            | Charles Kippert (FRA) | AB-4          |
| 45            | Charles Guyot (FRA)   | 20e           |

| Thomann | Thomann                 | Thomann |
| ------- | ----------------------- | ------- |
| Num     | Coureur                 | Pos     |
| 46      | Henri Pélissier (FRA)   | AB-4    |
| 47      | Louis Mottiat (BEL)     | NP-11   |
| 48      | Jacques Coomans (BEL)   | 17e     |
| 49      | Alphonse Charpiot (FRA) | AB-13   |
| 50      | René Vandenberghe (BEL) | 12e     |

| Coureurs isolés | Coureurs isolés             | Coureurs isolés |
| --------------- | --------------------------- | --------------- |
| Num             | Coureur                     | Pos             |
| 101             | Louis Poyet (SUI)           | NP-7            |
| 102             | Maurice Leliaert (BEL)      | 31e             |
| 103             | Henri Olivier (FRA)         | NP-11           |
| 104             | Louis Delcampe (FRA)        | AB-4            |
| 105             | Albert Dumas (FRA)          | AB-4            |
| 106             | Henri Alavoine (FRA)        | 38e             |
| 107             | René Sal (FRA)              | AB-10           |
| 108             | François Bertrand (FRA)     | AB-4            |
| 109             | Ernest Tobler (FRA)         | AB-4            |
| 110             | André Blandet (FRA)         | AB-7            |
| 111             | Émile Chapon (FRA)          | NP-1            |
| 112             | Émile Furcan (FRA)          | NP-1            |
| 113             | André Thieullent (FRA)      | AB-4            |
| 114             | Pierre Dane (FRA)           | NP-1            |
| 115             | Julien Gabory (FRA)         | NP-1            |
| 116             | Henri Yvon (FRA)            | AB-7            |
| 117             | René Etien (FRA)            | AB-3            |
| 118             | Auguste Bergerioux (FRA)    | AB-10           |
| 119             | Édouard Aellig (FRA)        | AB-5            |
| 120             | Camille Mathieu (FRA)       | AB-5            |
| 121             | Luc Petitjean (BEL)         | AB-5            |
| 122             | Louis Petitjean (BEL)       | AB-15           |
| 123             | Marcel Fritsch (FRA)        | NP-1            |
| 124             | Eugène Forestier (FRA)      | NP-1            |
| 125             | Albert Cartigny (FRA)       | AB-3            |
| 126             | Jean Campanelli (FRA)       | AB-5            |
| 127             | Fernand Courcelles (FRA)    | 33e             |
| 128             | François Vanhoofstadt (BEL) | AB-3            |
| 129             | Roger Linon (FRA)           | AB-4            |
| 130             | René Gerwig (FRA)           | AB-7            |
| 131             | Henri Pépin (FRA)           | NP-1            |
| 132             | Louis Flamand (FRA)         | AB-4            |
| 133             | Joanny Panel (FRA)          | AB-4            |
| 134             | Louis Bonino (FRA)          | AB-4            |
| 135             | Jean Mercier (SUI)          | AB-2            |

| Coureurs isolés (suite) | Coureurs isolés (suite)   | Coureurs isolés (suite) |
| ----------------------- | ------------------------- | ----------------------- |
| Num                     | Coureur                   | Pos                     |
| 136                     | Raymond Harquet (FRA)     | 34e                     |
| 137                     | Maurice Wietmann (FRA)    | NP-1                    |
| 138                     | Octave Doury (FRA)        | AB-9                    |
| 139                     | Paul Coppens (FRA)        | AB-1                    |
| 140                     | Charles Ponscarme (FRA)   | NP-1                    |
| 141                     | Henri Murat (FRA)         | AB-4                    |
| 142                     | Maurice Millet (FRA)      | NP-1                    |
| 143                     | Augustin Ringeval (FRA)   | 30e                     |
| 144                     | Paul Grieux (FRA)         | AB-5                    |
| 145                     | Émile Eigeldinger (FRA)   | 36e                     |
| 146                     | François Beaugendre (FRA) | NP-1                    |
| 147                     | Lucien Cornu (FRA)        | AB-1                    |
| 148                     | Raphaël Galliero (FRA)    | NP-1                    |
| 149                     | Achille De Smet (BEL)     | NP-11                   |
| 150                     | Léon Vallotton (SUI)      | AB-4                    |
| 151                     | Gaston Neboux (FRA)       | 40e                     |
| 152                     | Ernest Linot (FRA)        | AB-4                    |
| 153                     | Albert Kohler (SUI)       | AB-4                    |
| 154                     | Maurice Chedebois (FRA)   | AB-2                    |
| 155                     | Moïse Fugère (FRA)        | AB-1                    |
| 156                     | Jules Deloffre (FRA)      | 21e                     |
| 157                     | Louis Colsaet (BEL)       | NP-8                    |
| 158                     | Nestor Rosart (BEL)       | NP-1                    |
| 159                     | Georges Oudin (FRA)       | 32e                     |
| 160                     | Giovanni Cocchi (ITA)     | AB-12                   |
| 161                     | Enrico Sala (ITA)         | AB-10                   |
| 162                     | Eduardo Cucchetti (ITA)   | AB-10                   |
| 163                     | Emilio Roscio (ITA)       | NP-4                    |
| 164                     | Luigi Gorret (ITA)        | AB-4                    |
| 165                     | Ferdinand Payan (FRA)     | NP-4                    |
| 166                     | Pierre Everaert (BEL)     | 26e                     |
| 167                     | Francis Gandel (FRA)      | AB-1                    |
| 168                     | Léon Riche (FRA)          | NP-1                    |
| 169                     | François Lafourcade (FRA) | 29e                     |
| 170                     | Henri Ménager (FRA)       | AB-4                    |

| Coureurs isolés (suite) | Coureurs isolés (suite)  | Coureurs isolés (suite) |
| ----------------------- | ------------------------ | ----------------------- |
| Num                     | Coureur                  | Pos                     |
| 171                     | Émile Reux (FRA)         | AB-5                    |
| 172                     | François D'Haen (BEL)    | AB-2                    |
| 173                     | Lucien Delaygue (FRA)    | AB-4                    |
| 174                     | Adolphe Dorion (FRA)     | AB-4                    |
| 175                     | Émile Lachaise (FRA)     | AB-10                   |
| 176                     | Georges Devilly (FRA)    | AB-4                    |
| 177                     | Émile Druz (FRA)         | 35e                     |
| 178                     | Henri Leclerc (FRA)      | AB-10                   |
| 179                     | Constant Collet (FRA)    | AB-5                    |
| 180                     | Christophe Laurent (FRA) | NP-1                    |
| 181                     | Henri Séverin (FRA)      | AB-2                    |
| 182                     | Henri Anthoine (FRA)     | NP-1                    |
| 183                     | M. Marty (FRA)           | NP-1                    |
| 184                     | Joseph Bourgey (FRA)     | NP-1                    |
| 185                     | Francis Gandel (FRA)     | AB-1                    |
| 186                     | Marcel Rottie (FRA)      | AB-4                    |
| 187                     | Jules Quinardt (FRA)     | AB-4                    |
| 188                     | Ugo Agostoni (ITA)       | AB-2                    |
| 189                     | Émile Caudrelier (FRA)   | 39e                     |
| 190                     | Giovanni Perucca (ITA)   | NP-11                   |
| 191                     | Vincent Dhulst (FRA)     | NP-10                   |
| 192                     | Henri Hanlet (BEL)       | AB-12                   |
| 193                     | Auguste Benoit (BEL)     | AB-4                    |
| 194                     | Giovanni Marchese (ITA)  | NP-1                    |
| 195                     | Georges Monseur (BEL)    | NP-1                    |
| 196                     | Nello Ruozzi (ITA)       | NP-1                    |
| 197                     | Antoine Fauré (FRA)      | AB-4                    |
| 198                     | Ottavio Pratesi (ITA)    | 19e                     |
| 199                     | Maurice Dartigue (FRA)   | 41e                     |
| 200                     | Victor Cathera (FRA)     | AB-4                    |
| 201                     | Charles Prevost (FRA)    | NP-1                    |
| 202                     | Charles Dumont (SUI)     | 37e                     |
| 203                     | V. Schwarzhampt (FRA)    | AB-2                    |
| 204                     | René Chaude (FRA)        | NP-1                    |
| 205                     | Alfred Faure (FRA)       | NP-1                    |